# Corona naval

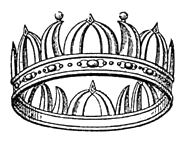
Corona naval.

Corona naval heráldica.

La corona naval (en latín corona navalis) fue una distinción que se concedía al legionario romano que se introducía en primer lugar en la nave enemiga durante un abordaje.
Generalmente consiste en un cerco elaborado con metal precioso y adornado con una representación de la proa de una nave o de varias popas y velas alternadas.
Ha sido adoptada posteriormente por las armadas de diferentes países, como Chile o Venezuela, y es concedida, igualmente, al primer soldado que aborda un buque enemigo. Figura en el emblema y la bandera de combate de la Armada Italiana. La Marina Real Británica emplea la representación de esta corona en las insignias de sus buques. Con el tiempo, se ha convertido en un recurrente elemento heráldico presente en numerosos escudos de municipios y de países, como el de Chile. Viene a representrar las victorias navales de ese país o como recuerdo de algún soldado ilustre de aquella región.  